# バリニーズ
バリニーズ（英語：Balinese）は、猫の品種のひとつで、タイに持ち込まれたシャム猫のうち突然変異で長毛の形質を表したものを、品種として固定したもの。
シャムの場合と同様、トラッドスタイルないし「オールドスタイル」の体型とモダンスタイルの体型は遺伝的に区別される。アメリカの基準では、カラーポイント・ショートヘアに由来する色違いはさらに別の血統とみなされ、ジャバニーズと呼ばれる。 これらの猫と、インドネシアの島 バリやジャワは、名前の由来となっているものの、特に関連はない。
祖先であるシャム猫のように、バリニーズは社交的でよく鳴き、遊び好きで探究心のある、頭の良い血統である。

## 歴史と発展

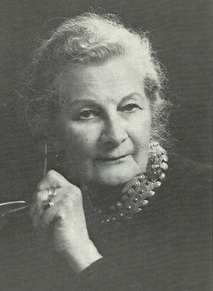
Sylvia Holland、バリニーズのブリーディングにおける先駆者

"バリニーズ"はバリ またはインドネシア出身というわけではない。その歴史が始まったのは、最初のシャム猫が米国および英国からタイに持ち込まれた1800年代半ばである。この時持ち込まれた猫が長毛の劣性遺伝子を持っていたのである。次にバリニーズの血統は、自然に発現した遺伝形質に基づき行われた人為的なブリーディングにより、分離されていった。
当初は、偶然生まれたシャム猫の長毛の子猫は失敗作とみなされ、ペットとしては販売されなかった。 記録によればのこれらの猫は1900年代にはみられていたようである。"長毛のシャム猫"がショー・キャットとして初めてAmerican Cat Fanciers' Federationに登録されたのは1928年のことである。 1950年代の中頃には、米国のブリーダー達は長毛の形質を血統として分離するため熱心に取り組んだ。「長毛のシャム猫」はあまりにも扱いにくい名称のため、初期のブリーダーHelen Smithはは「バリニーズ」という名を授けた。これはバリのダンサーの優美さをイメージした名前である。

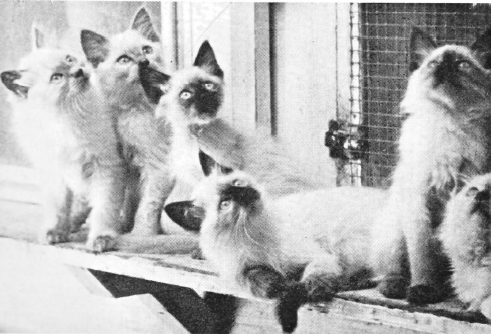
Sylvia Hollandによるバリニーズの子猫、1971年頃

ブリーダー Sylvia Holland （ウォルト・ディズニー・スタジオのイラストレーターでもあった）は1960年代から1970年代にかけて、血統標準の確立に向け活動した。彼女は、伝統的なシャム猫のポイントの色はシール、チョコレート、ブルー、ライラックであると考えており、バリニーズについても同様の認識を持っていた。上記以外の色を除外したのは、他の血統の猫と掛け合わされたことに由来する色だと考えられるためである。アメリカのCat Fanciers' Associationはそうこうしているうちに、レッドやクリーム、あるいはリンクス（タビー、縞模様）、べっ甲（「三毛猫」、トーティ）などのパターンのシャム猫を、別種の カラーポイント・ショートヘアとして公式に分類し、これらの色やパターンの長毛猫は、その後「ジャバニーズ」（バリニーズ同様にインドネシアの島の名前に由来する）として独立に分類された。
祖先であるシャム猫と同様に、バリニーズも徐々に体型を基準にした二種類のタイプに分かれた。伝統的なシャム猫（オールドスタイルないし「アップルヘッド」とも呼ばれ、現在ではタイキャットとして独立に成立している）が、バリニーズが確立した頃に流行していたので、バリニーズの成立過程にもこれらの猫が用いられた。そのためオールドスタイルのバリニーズは、初期のブリーディングで用いられたシャム猫達によく似ている。
しかし短毛のシャム猫が人気になるにつれ、より体が細長くすらっとした体格で、楔形の頭をしたタイプの方が流行しはじめた。その後、モダンスタイル（あるいは「現代風の」）バリニーズもこの特徴を取り入れていった。1980年代半ばには、オールドスタイルのバリニーズは、オールドスタイルのシャム猫同様、多くのキャットショーから姿を消し、ごく僅かなブリーダーがオリジナルのバリニーズを維持しているのみとなった。 そのため、これら二種類のバリニーズは、近年に限れば共通の祖先をほとんど持たない。

### バリニーズとジャバニーズ

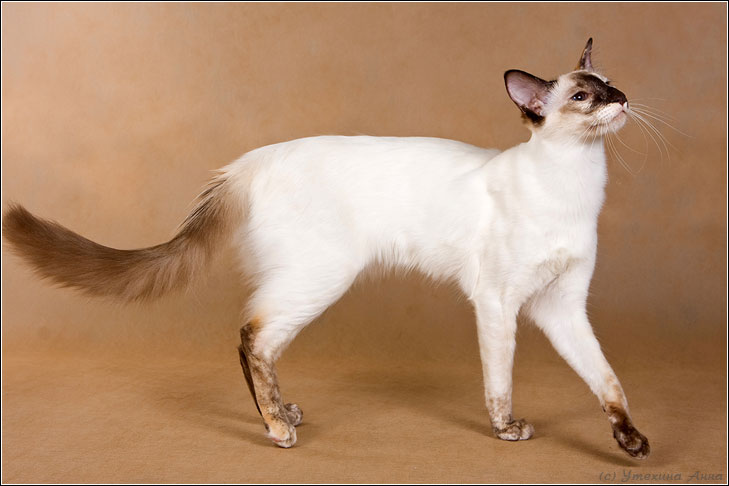
モダンスタイルの、チョコレート色で、べっ甲色のポイントを持つジャバニーズ

Cat Fanciers' Associationでは2006年のはじめ頃に、この二つの血統を一つにするかどうかで討議があった。ジャバニーズはカラーポイント・ショートヘアとバリニーズをかけ合わせた品種である、2008年、Balinese Breed CouncilとJavanese Breed Council のブリーダー達は、バリニーズとジャバニーズを一つの血統として、ジャバニーズをバリニーズの毛色の違いであるとみなすよう投票で決めた。Cat Fanciers' Associationのみは、ジャバニーズを独立した血統として扱っている。 しかし、この分類がバリニーズの毛の色や記述に影響を与えることはない。というのも、異なった二つの品種に分類されているとはいえ、ジャバニーズはバリニーズの下に位置する分類だからである。ジャバニーズの毛色の種類は以前と同じままで、バリニーズの毛色も下記に記載したものと変わらない。
この動きにより、Cat Fanciers' Associationは、他の世界規模の登録機関と足並みを揃えることとなった。Cat Fanciers' Associationは上記の二つの協議会（バリニーズとジャバニーズ）のメンバーは平均して50〜75%共通していて、彼らがこれらの品種のブリーディングと展示を行っていた。
二つの血統を統一することによりCat Fanciers' Associationにおけるバリニーズの登録が増え、バリニーズの新しいブリーダーやショーの出展者が現れることが期待された。彼らはまた、キャットショーで適切な被毛の長さのジャバニーズをもっと見せたいと考えていた。このことにより健康なブリーディングプログラムに必要な猫の数を減らすことにもなると考えられた。

## 説明

### 外観
バリニーズも シャム猫と同様、二つのタイプがある。 どちらも比較的細身で優美、骨格がしっかりしていて足と尾が長く、整った卵円形の肉球、アーモンド型の目、大きくてポイント模様がある耳を持つが、伝統的なタイプは概してよりがっちりしていて、頭部が幅広く、頑丈な体を持つ。 モダンタイプの特徴としては、明らかに楔形をした頭部、先細りしたマズル、より長く幅広い耳、そしてより細身ですらっと長い体を持つ。

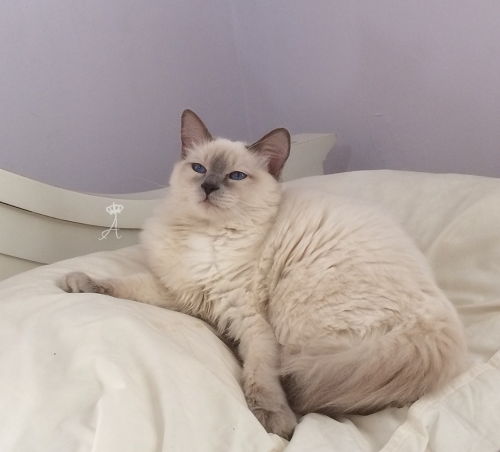
オールドスタイル、ライラックのポイント

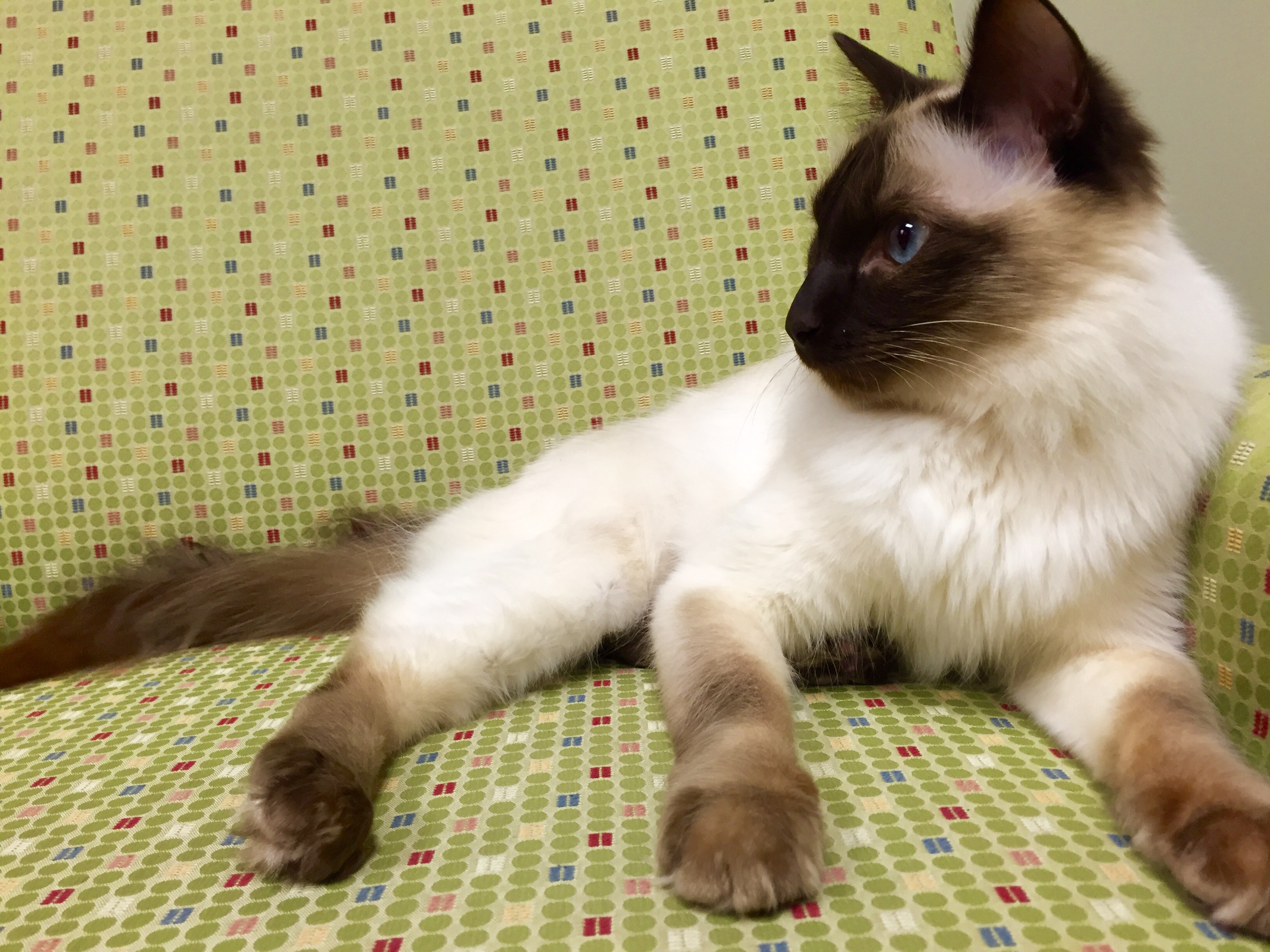
伝統的なチョコレート色のポイントを持つバリニーズ

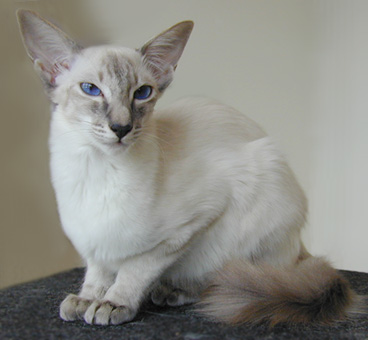
モダンスタイルの、ブルーのリンクス・ポイントを持つジャバニーズ

### 毛皮と色
被毛は基本的に中くらいの長さで（個体差はあるものの）、柔らかくなめらかな手触りである。しかし大半の長毛種が持つようなふわふわのアンダーコートは持たない。 2匹のバリニーズの子供は、バリニーズとシャム猫との子供よりも被毛が長くなる。すべての場合で、しっぽはさらに長い毛が、ふさふさと、あるいはフリンジ飾りのように生えていなければならない。目の色は淡いブルーからサファイア・ブルーないし紫まで差がある。目の色の鮮やかさは年齢や食事によって若干変化することがある。肉球の色は、子猫のうちにポイント・カラーの色を判断する参考になる。ピンクの肉球はチョコレートやライラックのポイントを持つ猫で、黒い肉球はブルーやシールのポイントの猫でみられる。
ポイントを持つ他のあらゆる猫と同様に、バリニーズの子猫は全身クリーム色か白色で生まれ、徐々に体温が冷たくなる部位にポイントが現れてくる。すなわち、顔、耳、肉球、尾である。 ポイントの色は4週齢ごろになるとはっきり分かる。 一部の猫は年とともに色が暗くなっていく。また、一般的に暖かい気候で過ごしている成猫のバリニーズは、寒い気候で過ごしている場合よりも毛の色が明るい。
Cat Fanciers' Federationや多くの世界的な登録団体は、バリニーズのポイントの色にシール、ブルー、チョコレート、ライラック、レッド、クリーム、さらにこれらの色のトーティ・ポイント（モザイク模様）とリンクス・ポイント（縞模様）を認めている。
しかしCat Fanciers' Associationのスタンダード基準では、引き続き伝統的なシール、ブルー、チョコレート、ライラックのポイントしか認めておらず、その他の色や模様はジャバニーズとして別個に分類されている。

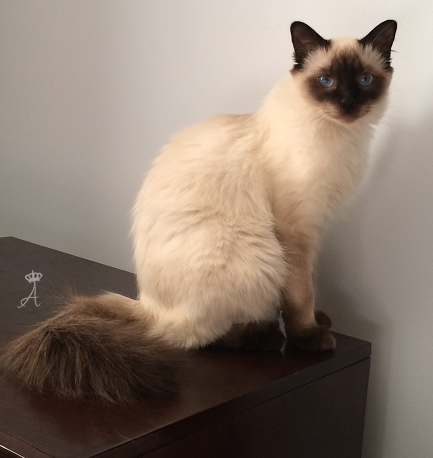
オールド・スタイルのシールポイントを持つバリニーズ

### 気質
バリニーズは短毛のシャム猫の性質を受け継いでいるので、非常に社交的で遊び好きな猫であり、周囲で起こる活動に興味を示し、小さい声ではあるが、頻繁にかつ持続的に鳴く傾向がある。
すべての長毛種の中でも最も高い知性を持つと評判である。
また、非常に身軽で、飼い主との親密な接触を好む。

### 低アレルギー性
なお、バリニーズはその他の多くの品種よりも、猫アレルギーを引き起こしにくいと言われている。きちんとした科学的根拠には乏しいので、まだ確定したわけではないが、バリニーズは他の猫と比較して、アレルゲンであるFel d1タンパクと  Fel d4 タンパクの産生量が少ないと言われている。サイベリアンの場合と同様に、一部のバリニーズのブリーダーは、バリニーズが猫アレルギーを引き起こしにくいという厳密な証拠を得るため調査を続けている。

## 遺伝学
ポイント・パターンは部分的なアルビノの一形態であり、チロシナーゼ（メラニンの産生に関わる酵素）の変異の結果生じる。すなわち、正常な体温の環境下ではうまく働くことができないが、皮膚の冷たい領域では活性化するのである この結果として、猫の体の中で冷たい部分、すなわち四肢や顔（鼻腔を通る空気によって冷やされる）の色が濃くなるのである。

伝統的な色ではないジャバニーズを作り出そうとその他の品種と掛け合わせられたとしても、その猫が登録されていて、シャム猫あるいはバリニーズの系統を少なくとも3〜4世代かそれ以上の系譜持っていれば純血とみなされる。

## 健康問題
バリニーズは、ごく僅かな健康上の問題を除けば健康的な品種とみなされている。バリニーズは系統育種、すなわちシャム猫の中で長毛の突然変異を起こした小さな遺伝子プールから開発された品種である。 遺伝子プールが小さいほど、多くの未知の健康障害を遺伝する可能性がある.。バリニーズで確認されている疾患としては進行性網膜萎縮(PRA)があり、この疾患により眼の網膜が変性し、弱視あるいは失明に繋がる。
一部のバリニーズは拡張型心筋症に罹患する。この疾患では、心臓が拡大し、心機能が低下する。また、肥大型心筋症（HCM）を発症するリスクも少ないながらあると言われている。
他の潜在的な健康問題としては、肝アミロイドーシスまたは全身性アミロイドーシス（いくつかの臓器が機能不全に陥る、最も多いのは肝臓である）がある。肝アミロイドーシスはシャム猫の仲間でよく発生する。バリニーズはシャム猫に由来する品種のため、シャム猫のあらゆる遺伝性疾患を継承している可能性がある。
バリニーズはまれな遺伝性形質である「斜視」（青いアーモンド型の目がやぶにらみになる）を発症することがあり、これはシャム猫 のブリーダーではよく知られている。